# Подземные каменоломни Парижа

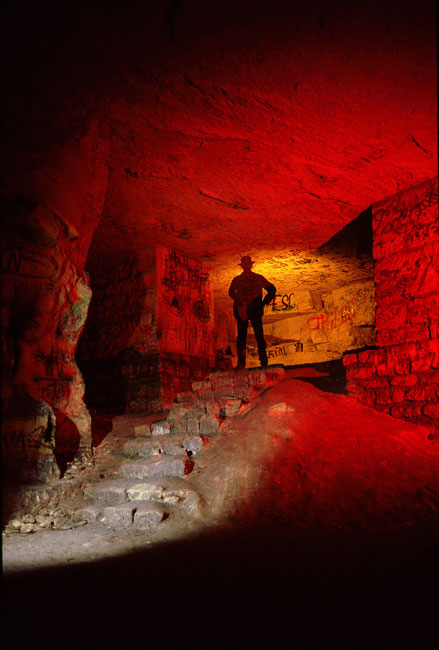
Парижские подземелья в квартале Валь-де-Грас

Подземные каменоломни Парижа (фр. Carrières souterraines de Paris ) — сеть подземных тоннелей на территории Парижа, связанных между собой инспекционными галереями. Её существование свидетельствует о проводившихся интенсивных горных выработках под землёй, начиная с античности, в Средние века и последующее время, с целью производства строительного материала для возведения сначала оборонительных и религиозных сооружений, затем также дворцов и домов парижской знати, заканчивая домами буржуа времён барона Османа. Поначалу все подземные карьеры располагались вне Парижа на левом берегу Сены, но с постепенным расселением парижан на правый берег, начиная с X века, возникли подземные каменоломни правого берега, например, монмартровские, а с расширением столицы в XIX веке подземные выработки оказались на территории современного Парижа.
Сеть подземных каменоломен Парижа подразделяется на три главных по величине части:
- самая обширная (GRS, grand réseau sud) — под 5-м, 6-м, 14-м и 15-м округами;
- вторая по величине часть — под 13-м округом;
- третья часть — под 16-м округом.

Существуют также другие многочисленные, но небольшие сети подземных карьеров и убежищ, например, в 12-м, 13-м, 14-м и 15-м округах. Общая длина всей парижской сети каменоломен 280 км — неудивительно, что подземный Париж сравнивают со швейцарским сыром.
Вход в подземные катакомбы официально запрещён указом префекта от 2 ноября 1955 года, нарушение которого может наказываться крупным штрафом. Небольшая часть всей подземной сети каменоломен — около 1,7 км — называется катакомбами Парижа, или оссуарием, и открыта для туристов со входом на площади Данфер-Рошро (Denfert-Rochereau).